# Minnesota
 Ovo je glavno značenje pojma Minnesota. Za druga značenja pogledajte Minnesota (razdvojba).
Minnesota je država u sjevernom dijelu Sjedinjenih američkih država. Minnesota je primljena kao 32. država 11. svibnja 1858., stvorena iz istočne polovice područja Minnesote. Država ima veliki broj jezera, a poznata je po sloganu "Zemlja 10000 jezera". Njen službeni moto je L'Étoile du Nord (francuski: "Zvijezda sjevera").
Minnesota je 12. država po veličini i 22. po broju stanovnika u SAD-u; gotovo 60% stanovnika živi u gradskom području Minneapolis-Saint Paul (poznato kao "Grad blizanaca"), gdje je centar transporta, poslovanja, industrije, obrazovanja i vlade, te dom međunarodno poznatoj umjetničkoj zajednici. Ostatak države sastoji se od zapadnih prerija koje se sada dodjeljuju intenzivnoj poljoprivredi, listopadnih šuma na jugoistoku, sada djelomično izbrisanih, uzgajanih i naseljenih te manje naseljene Sjeverne šume, koja se koristi za rudarstvo, šumarstvo i rekreaciju.
Minnesota je tisućama godina prije dolaska Europljana bila naseljena raznim autohtonim narodima. Francuski istraživači, misionari i trgovci krznom počeli su istraživati regiju u 17. stoljeću, susrećući plemena Dakota i Ojibwe/Anishinaabe. Velik dio onoga što je danas Minnesota dio je ogromnog francuskog teritorija Louisiane koji su 1803. godine otkupile SAD. Nakon nekoliko teritorijalnih preustroja, Minnesota je u svom sadašnjem obliku priznata 11. svibnja 1858. godine. Kao i mnoge srednje američke države, rijetko je naseljena, a stanovništvo je uglavnom je usredotočeno na drvo i poljoprivredu. Tijekom 19. i početkom 20. stoljeća veliki broj europskih imigranata, uglavnom iz Skandinavije i Njemačke, počeo je naseljavati državu koja ostaje središte skandinavsko-američke i njemačko-američke kulture.
Posljednjih desetljeća imigracije iz Azije, Afrike, Bliskog istoka i Latinske Amerike proširile su svoj demografski i kulturni sastav. Gospodarstvo države jako je raznovrsno, prebacujući se iz tradicionalnih aktivnosti kao što su poljoprivreda i izvlačenje resursa, do usluga i financija. Životni standard u Minnesoti je među najvišima od svih država članica, a stanovništvo je među najbolje educiranima i najbogatijima u SAD-u.

## Etimologija
Riječ Minnesota potječe iz jezika Dakota kojeg su koristili Sioux indijanci: rijeka je dobila ime iz jedne od dvije riječi na jeziku Dakote, 'Mní sóta' što znači "bistro plava voda" ili "Mnißota", što znači zamagljena voda. Indijanci su pokazali ime ranim doseljenicima tako što su puštali mlijeko u vodu i govorili mnisota. Mnoga mjesta u državi imaju slična imena poput Minnehaha Falls ("vrtložna voda, vodopad"), Minneiska ("bijela voda"), Minneota ("puno vode"), Minnetonka ("velika voda"), Minnetrista ("nepoštena voda") i Minneapolisa, kombinacija mni i polisa, grčke riječi za "grad".

## Okruzi (Counties)
Minnesota se sastoji od 87 okruga (counties)

## Stanovništvo
Indijanci
Prastanovnici Minnesote su Chippewa Indijanci, skupni naziv za niz manjih plemena. Indijanci Sioux uglavnom su se odavde odselili na preriju, ali su se neke skupine zadržale i nakon 1863. i očuvale vlasništvo nad čuvenim kamenolomom katlinita (Red Pipestone Quarry), mekanog kamena crvene boje od kojeg su sva plemena izrađivala glave za svete lule kalumeta. Na sveto tlo kamenoloma, odlazila su sva plemena domorodaca koja su imala kulturu-kalumeta. Onda su prestajala sva neprijateljstva, i ove putnike nitko nije smio dirati. Vlasnici kamenoloma su Yankton Indijanci, pleme iz grupe Sijuksa, koji su ga je dobilo od vlade 1858. na temelju ugovora. Sva plemena ma odakle dolazila uzimala bi sebi potrebnu količinu kamena, ali su prije toga trebala obavijestiti Yanktone. –Druga plemena u Minnesoti tek su privremeno ili povremeno boravila, među njima Fox, Missouri, Omaha, Oto, Ponca, Sac, Arapaho, Cheyenne, Winnebago i Wyandot. – Glavne Chippewa skupine iz Minnesote su Mukmeduawininewug ili Pillagers, poznati i kao Leech Lake Chippewa, za koje se kaže da su bili kanibali; Kojejewininewug, ili Rainy Lake Chippewa; Kechesebewininewug, i mnoge druge manje bande. 
Država ima veliki broj jezera, a poznata je po sloganu "Zemlja od 10.000 jezera".